# صالحية (نظر أباد)
صالحية هي قرية في مقاطعة نظر أباد، إيران. عدد سكان هذه القرية هو 1,567 في سنة 2006.